# Kang Jae-won
Kang Jae-won (* 30. November 1965 in Bucheon, Südkorea) ist ein ehemaliger koreanischer Handballspieler und aktueller Handballtrainer. Der Linkshänder Kang war als Allrounder sehr vielseitig einsetzbar. So spielte er auf den Positionen Rückraum rechts, Rückraum Mitte und Rechtsaußen.

## Erfolge
1989 wurde Kang zum Welthandballer des Jahres gewählt. Kang war bekannt für seine Sprungkraft, mit der er seine für einen Rückraumspieler relativ geringe Körperlänge von 1,83 m (75 kg Körpergewicht) sehr gut kompensieren konnte und einen sehr harten Wurf.
Bei den Olympischen Spielen 1988 in Seoul holte Kang mit der koreanischen Nationalmannschaft überraschend die Silbermedaille. Mit 49 erzielten Toren wurde er Torschützenkönig des Turniers. Bereits bei der WM 1986 wurde er mit 67 Treffern Torschützenkönig.

## Karriere
Kangs erste Station in Europa war 1990 die Mannschaft von Grasshoppers Club Zürich. Zwei Jahre später wechselte er zum Rivalen Pfadi Winterthur. 1999 verließ er Pfadi Winterthur, um in den USA zu spielen. Das Abenteuer USA scheiterte aber wegen Geldmangels des US-Verbandes, so dass Kang wenige Monate später wieder für Winterthur spielte. Ende 2000 verließ er nochmals Winterthur um nach Korea zu gehen, kam aber nach zwei Monaten wieder zurück und löste Urs Mühlethaler als Spielertrainer von Pfadi Winterthur ab. Zum Ende der Saison 2001/2002 verließ er dann endgültig die Schweiz. Im April 2000 war Kang in Verhandlungen mit dem THW Kiel. Er sollte Staffan Olsson im rechten Rückraum entlasten. Aus familiären Gründen kam der Wechsel allerdings nicht zustande.
Anschließend war er in Japan als Handballtrainer beim Landesmeister Daido Steel aus Nagoya tätig. Im Jahre 2007 übernahm er das Traineramt der chinesischen Frauen-Nationalmannschaft. Von November 2010 bis 2021 trainierte er die südkoreanische Frauen-Nationalmannschaft.